# 니시히노역
니시히노역(일본어: 西日野駅)는 미에현 욧카이치시에 있는 욧카이치 아스나로 철도 하치오지 선의 역이다.
과거에는 이세하치오지 역까지 노선을 연장되어 있었지만 1974년 집중 호우로 이 역과 이세하치오지 역 간이 유실, 폐선되어 종착역이 되었다.

## 역 구조
1면 1선의 지상역으로 3량의 차량이 들어갈 수 있으며, 히나가역에서 온 열차가 바로 되돌아 나가는 구조이다.
아스나로욧카이치 역에서 관리하는 무인역이다. 역사 내에 설치된 자동발매기에서 승차권 구입이 가능하다.

## 역사
- 1912년 8월 14일 - 미에 궤도에서 히나가역 - 이세하치오지(폐역) 간 개통
- 1965년 4월 1일 - 긴키 닛폰 철도로 이관
- 1974년 7월 25일 : 집중 호우로 히나가 - 이세하치오지 간 선로 유실
- 1976년 4월 1일 : 히나가 역 방면으로 0.1km 이전 복구. 히나가 - 니시히노 간 운행 재개. 니시히노 - 이세하치오지 구간 폐지
- 2015년 4월 1일 - 욧카이치 아스나로 철도로 이관

## 역 주변
- 현립 욧카이치미나미고등학교

## 인접한 역
| 욧카이치 아스나로 철도 하치오지 선 | 욧카이치 아스나로 철도 하치오지 선 | 욧카이치 아스나로 철도 하치오지 선 |
| ---------------------------------- | ---------------------------------- | ---------------------------------- |
| 히나가 방면                        | ■ 보통                             | 시·종착역                          |